# Ужице
Ужице је градско насеље и седиште истоимене територијалне јединице у Србији. Административни је центар Златиборског управног округа. Према попису из 2022. било је 48.539 становника.
Лежи на обалама реке Ђетиње. Очуване су средњовековне рушевине тада већ врло важног града. У јесен 1941. Ужице је било седиште партизанске армије. Године 1946. име је промењено у Титово Ужице у част Јосипа Броза Тита, а старо име је враћено 1992. године.
Ужице је велики центар металне и индустрије машина и гајења воћа. Недалеко од града налази се Аеродром Поникве. Велика је туристичка атракција, највише због свог положаја у близини Златибора.

## Географија
Ужице се налази на надморској висини од 411 метара, која варира и прелази 600 метара. Кроз град протиче река Ђетиња, и Ужице је географски стављено у долину Ђетиње.
Овде се налазе Железничка станица Ужице теретна, Железничка станица Ужице и Капела Светог пророка Илије.

## Историја

### Стари и средњи век
Први становници Ужица и околине били су Илири, односно њихова племена Партини и Аутаријати. Широм ужичког краја оставили су своје гробнице и споменике. Доласком Римљана, ови простори увршћени су у састав провинције Далмације, а Илири су романизовани. На месту данашњег Ужица налазио се мањи град Капедунум (лат. Capedunum), који је имао важну улогу у овој римској провинцији.
У средњем веку долазе словенска племена, а потом и Срби из Беле Србије. Око 1180. године, велики жупан Стефан Немања је Ужице припојио Рашкој, а пре тога налазило се у поседу жупана Страцимира, рођеног брата Стефана Немање. Када је краљ Драгутин абдицирао у корист свог брата Милутина, за себе је задржао Златибор, Ариље и Ужице, и, добивши од угарског краља Мачву, створио је тзв. Сремску краљевину. Када је краљ Драгутин умро, ови крајеви опет су ушли у састав Србије. У овом периоду (1329. године) се јавља и први запис назива Ужице. У то време Ужице је био мали град, али стратешки важан, на путевима ка приморју. Након смрти цара Душана, Ужице је ушло у посед Војислава Војиновића. После његове смрти градом је овладао његов братанац Никола Алтомановић, чији је грб и данас симбол града. Кнез Лазар и Твртко I сматрали су Николу Алтомановића за претњу, те су га 1373. напали, ослепели га у Ужицу и развластили, а његове поседе поделили међусобно. Том приликом, Ужице је припало кнезу Лазару.
Ужичка тврђава, која надгледа скоро цео град са околног брда, највероватније је настала или у периоду владавине Војислава Војиновића или Николе Алтомановића, мада се први писани спомени који потврђују њено постојање јављају тек после турског освајања.

### Турска власт
Турци су освојили Ужице 1463. године, и остали у њему наредна четири века. Према османском попису из 1498. године, насеље је имало статус села, величине која се може поредити са данашњим селима овог округа. У њему било је свега 56 породичних кућа, 42 неожењена становника, три удовичке куће, пет воденица, и свега један муслимански становник. Од овога па до 1516. године Ужице доживљава нагли развитак досељавањем муслиманског становништва у насеље, које од овог пописа добија и статус вароши. По овом попису, број хришћанских кућа порастао је на 96, а муслиманских домова било је чак 160.
По граду Ужицу име је добила и Ужичка нахија, која се за време османске власти налазила у саставу Смедервског санџака.
Тренд насељавања муслимана у Ужице понавља се и на новом попису који је вршен за време владавине Сулејмана величанственог, између 1522. и 1530. године, а на њему се број муслиманских становника повећава на чак 253. Ваља напоменути да су ови становници најчешће били занатлије или трговци, и да је пораст њиховог броја у већини случајева резултат досељавања, а не исламизација старог становништва. У овом попису такође сазнајемо да су се досељеници највише насељавали око тврђаве, што се не поклапа са данашњом распрострањеношћу популације, која је у долини реке Ђетиње. 

### 19. век
Ужичка нахија је била једна од нахија Београдског пашалука све до 1807. године, када су је ослободили српски устаници. У ослобођеној Србији Ужице је било средиште округа и среза, са много трговаца и занатлија. Тек пред крај 19. века Ужице је почело да се развија као индустријски град. Ужице је било први град у Србији са електраном саграђеном по Теслиним принципима. Хидроелектрана на Ђетињи је саграђена 1900.

### Први светски рат
Ужице је у Првом светском рату ослобођено 31. октобра 1918. На тај дан 100 година касније откривен је „Споменик великој победи”.
Године 1939. су постављани водовод, канализација и коцкаста калдрма.

### Ужичка република
Током немачке окупације у Другом светском рату 1941. године, Ужице је било привремено ослобођено од стране партизана. Током 67 дана постојања Ужичке Републике (од 24. септембра до 29. новембра), индустрија и фабрике су углавном производиле производе за војну употребу, пруга и путеви су функционисали и новине и књиге су биле штампане. Оквирне границе републике су биле подручје од реке Дрине на западу до Западне Мораве на истоку и од реке Скрапежа на северу до реке Увца на југу.
Музеј устанка налази се у згради која је служила као главни штаб партизана.
О историји Ужица 1944−1945. постоји књига „Ужички крај од јесени 1944. до завршетка Другог светског рата 1945. године” аутора Животе Марковића.

### Модерна историја
У оквирима СФРЈ, Ужице је било преименовано у Титово Ужице, заједно са још 7 градова широм земље (Титов Дрвар, Титов Велес, Титова Кореница, Титов Врбас, Титова Митровица, Титово Велење, Титоград). Ово је био један од разлога због којег је Ужице добило велику финансијску помоћ од државе и велика улагања у инфраструктуру и локалну индустрију. Током наредних деценија, Ужице је прерасло у један од већих и развијенијих градова у СФРЈ, све до њеног распада. После распада, 1992. године, Ужице губи придев ”Титово”.
Током 1999. године и напада НАТО-а на СРЈ, Ужице је претрпело дневна бомбардовања, а најгоре је прошло 6. маја, када су авиони НАТО-а бомбардовали велики број мостова, путева, цивилних и државних зграда и аеродром (види Бомбардовање Ужица.)

## Демографија
У насељу Ужице живи 43126 пунолетних становника, а просечна старост становништва износи 37,4 година (36,7 код мушкараца и 38,0 код жена). У насељу има 17836 домаћинстава, а просечан број чланова по домаћинству је 3,06.
Ово насеље је великим делом насељено Србима (према попису из 2022. године)
|             | \| Демографија[7] \| Демографија[7] \| Демографија[7] \| \| Година \| Становника \| Становника \| \| -------------- \| -------------- \| -------------- \| \| 1948. \| 10.151 \| \| \| 1953. \| 13.255 \| \| \| 1961. \| 20.060 \| \| \| 1971. \| 34.555 \| \| \| 1981. \| 46.733 \| \| \| 1991. \| 53.607 \| 53.310 \| \| 2002. \| 54.717 \| 55.487 \| \| 2011. \| 52.646 \| \| \| 2022. \| 48.539 \| \| |            |
| Демографија | |            |
| Година      | Становника | Становника |
| 1948.       | 10.151 |            |
| 1953.       | 13.255 |            |
| 1961.       | 20.060 |            |
| 1971.       | 34.555 |            |
| 1981.       | 46.733 |            |
| 1991.       | 53.607 | 53.310     |
| 2002.       | 54.717 | 55.487     |
| 2011.       | 52.646 |            |
| 2022.       | 48.539 |            |

| Етнички састав према попису из 2002.‍ | Етнички састав према попису из 2002.‍ | Етнички састав према попису из 2002.‍ | Етнички састав према попису из 2002.‍ | Етнички састав према попису из 2002.‍ |
| ------------------------------------ | ------------------------------------ | ------------------------------------ | ------------------------------------ | ------------------------------------ |
|                                      |                                      |                                      |                                      |                                      |
| Срби                                 | Срби                                 |                                      | 53.333                               | 97,47%                               |
| Црногорци                            | Црногорци                            |                                      | 233                                  | 0,42%                                |
| Југословени                          | Југословени                          |                                      | 136                                  | 0,24%                                |
| Хрвати                               | Хрвати                               |                                      | 79                                   | 0,14%                                |
| Македонци                            | Македонци                            |                                      | 41                                   | 0,07%                                |
| Роми                                 | Роми                                 |                                      | 40                                   | 0,07%                                |
| Муслимани                            | Муслимани                            |                                      | 39                                   | 0,07%                                |
| Мађари                               | Мађари                               |                                      | 22                                   | 0,04%                                |
| Словенци                             | Словенци                             |                                      | 18                                   | 0,03%                                |
| Руси                                 | Руси                                 |                                      | 16                                   | 0,02%                                |
| Словаци                              | Словаци                              |                                      | 5                                    | 0,00%                                |
| Бошњаци                              | Бошњаци                              |                                      | 4                                    | 0,00%                                |
| Буњевци                              | Буњевци                              |                                      | 3                                    | 0,00%                                |
| Чеси                                 | Чеси                                 |                                      | 1                                    | 0,00%                                |
| Украјинци                            | Украјинци                            |                                      | 1                                    | 0,00%                                |
| Русини                               | Русини                               |                                      | 1                                    | 0,00%                                |
| Румуни                               | Румуни                               |                                      | 1                                    | 0,00%                                |
| Немци                                | Немци                                |                                      | 1                                    | 0,00%                                |
| Албанци                              | Албанци                              |                                      | 1                                    | 0,00%                                |
| непознато                            | непознато                            |                                      | 257                                  | 0,46%                                |

| \| \| м \| \| \| ж \| \| ? \| 115 \| \| \| 143 \| \| 80+ \| 153 \| \| \| 294 \| \| 75—79 \| 427 \| \| \| 612 \| \| 70—74 \| 801 \| \| \| 976 \| \| 65—69 \| 1.240 \| \| \| 1.438 \| \| 60—64 \| 1.443 \| \| \| 1.454 \| \| 55—59 \| 1.285 \| \| \| 1.344 \| \| 50—54 \| 2.013 \| \| \| 2.154 \| \| 45—49 \| 2.373 \| \| \| 2.535 \| \| 40—44 \| 2.120 \| \| \| 2.365 \| \| 35—39 \| 2.080 \| \| \| 2.172 \| \| 30—34 \| 1.909 \| \| \| 2.139 \| \| 25—29 \| 1.861 \| \| \| 2.042 \| \| 20—24 \| 1.990 \| \| \| 1.960 \| \| 15—19 \| 2.069 \| \| \| 1.983 \| \| 10—14 \| 1.825 \| \| \| 1.804 \| \| 5—9 \| 1.615 \| \| \| 1.528 \| \| 0—4 \| 1.223 \| \| \| 1.232 \| \| Просек : \| 36,7 \| \| \| 38,0 \| |       |  |  |       |
| |       |  |  |       |
| | м     |  |  | ж     |
| ? | 115   |  |  | 143   |
| 80+ | 153   |  |  | 294   |
| 75—79 | 427   |  |  | 612   |
| 70—74 | 801   |  |  | 976   |
| 65—69 | 1.240 |  |  | 1.438 |
| 60—64 | 1.443 |  |  | 1.454 |
| 55—59 | 1.285 |  |  | 1.344 |
| 50—54 | 2.013 |  |  | 2.154 |
| 45—49 | 2.373 |  |  | 2.535 |
| 40—44 | 2.120 |  |  | 2.365 |
| 35—39 | 2.080 |  |  | 2.172 |
| 30—34 | 1.909 |  |  | 2.139 |
| 25—29 | 1.861 |  |  | 2.042 |
| 20—24 | 1.990 |  |  | 1.960 |
| 15—19 | 2.069 |  |  | 1.983 |
| 10—14 | 1.825 |  |  | 1.804 |
| 5—9 | 1.615 |  |  | 1.528 |
| 0—4 | 1.223 |  |  | 1.232 |
| Просек : | 36,7  |  |  | 38,0  |

| Година пописа     | 1948. | 1953. | 1961. | 1971.  | 1981.  | 1991.  | 2002.  |
| ----------------- | ----- | ----- | ----- | ------ | ------ | ------ | ------ |
| Број домаћинстава | 3.537 | 4.516 | 6.814 | 10.933 | 14.698 | 16.930 | 17.836 |

| Број чланова      | 1     | 2     | 3     | 4     | 5     | 6   | 7   | 8  | 9  | 10 и више | Просек |
| ----------------- | ----- | ----- | ----- | ----- | ----- | --- | --- | -- | -- | --------- | ------ |
| Број домаћинстава | 2.731 | 3.865 | 3.745 | 5.487 | 1.306 | 519 | 137 | 23 | 15 | 8         | 3,06   |

| Пол    | Укупно | Неожењен/Неудата | Ожењен/Удата | Удовац/Удовица | Разведен/Разведена | Непознато |
| ------ | ------ | ---------------- | ------------ | -------------- | ------------------ | --------- |
| Мушки  | 21.879 | 6.651            | 13.968       | 665            | 540                | 55        |
| Женски | 23.611 | 5.407            | 14.164       | 2.789          | 1.191              | 60        |
| УКУПНО | 45.490 | 12.058           | 28.132       | 3.454          | 1.731              | 115       |

| Пол    | Укупно                    | Пољопривреда, лов и шумарство | Рибарство                            | Вађење руде и камена | Прерађивачка индустрија       |
| ------ | ------------------------- | ----------------------------- | ------------------------------------ | -------------------- | ----------------------------- |
| Мушки  | 11.216                    | 88                            | 1                                    | 23                   | 4.533                         |
| Женски | 9.772                     | 42                            | 1                                    | 6                    | 2.928                         |
| Укупно | 20.988                    | 130                           | 2                                    | 29                   | 7.461                         |
|        |                           |                               |                                      |                      |                               |
| Пол    | Производња и снабдевање   | Грађевинарство                | Трговина                             | Хотели и ресторани   | Саобраћај, складиштење и везе |
| Мушки  | 286                       | 1.014                         | 1.355                                | 332                  | 1.125                         |
| Женски | 131                       | 310                           | 1.619                                | 519                  | 408                           |
| Укупно | 417                       | 1.324                         | 2.974                                | 851                  | 1.533                         |
|        |                           |                               |                                      |                      |                               |
| Пол    | Финансијско посредовање   | Некретнине                    | Државна управа и одбрана             | Образовање           | Здравствени и социјални рад   |
| Мушки  | 167                       | 309                           | 918                                  | 252                  | 391                           |
| Женски | 339                       | 201                           | 533                                  | 735                  | 1.592                         |
| Укупно | 506                       | 510                           | 1.451                                | 987                  | 1.983                         |
|        |                           |                               |                                      |                      |                               |
| Пол    | Остале услужне активности | Приватна домаћинства          | Екстериторијалне организације и тела | Непознато            | Непознато                     |
| Мушки  | 326                       | 1                             | 3                                    | 92                   | 92                            |
| Женски | 348                       | 4                             | 3                                    | 53                   | 53                            |
| Укупно | 674                       | 5                             | 6                                    | 145                  | 145                           |

## Насеља у Ужицу
Највеће насеље у Ужицу је Севојно (7.101 становник) и оно представља и градску општину. Севојно се налази на источном делу града. Како се креће ка западу и ка центру града прво следеће насеље на које се наилази је Сењак, затим Крчагово (где се налази болница) и Доварје. Услеђује насеље Липа, а затим центар града, даље ка западу су насеља Коштица, Теразије, Турица и Дубоки Поток (које је последње насеље на западном излазу из града). У јужном делу Ужица су Забучје и Међај, а на северу Ракијска пијаца, Царина, Татинац, Вујића Брдо, Сарића Осоје, Пора, Бело гробље, Глуваћи итд.

## Спорт
- ФК Слобода Ужице, фудбалски клуб основан 1925. године.
- ФК Јединство Путеви, фудбалски клуб основан 1961. године.
- ОК Јединство Ужице, женски одбојкашки клуб основан 1968. године.
- КК Слобода Ужице, кошаркашки клуб основан 1950. године.

Градски стадион у Ужицу има капацитет за 12.000 гледалаца (5998 седећих и 6002 стојећа места), док спортска хала Велики парк има капацитет од 2.200 места.

## Партнерски градови
- Љутомер, Словенија[10]
- Велес, Северна Македонија[10]
- Курск, Русија[10]
- Касино, Италија[10]
- Харбин, Кина[11]
- Пљевља, Црна Гора[12]

## Познате личности
- Даница Грујичић, неурохирург, начелница Центра за неуроонкологију Неурохируршке клинике Клиничког центра Србије и редовни професор на Медицинском факултету у Београду.
- Дејан Максимовић, глумац
- Марко Поповић, археолог
- Горан Даничић, глумац
- Мирјана Јоковић, глумица
- Иван Босиљчић, глумац
- Радован Вујовић, глумац
- Анета Томашевић, глумица
- Жарко Јокановић, глумац
- Ана Рупчић, оперска певачица
- Тања Обреновић, оперска певачица
- Ђорђе Караклајић, композитор
- Слободан Шуљагић, редитељ
- Михаило Миловановић, српски сликар, вајар и писац
- Славко Вукосављевић, песник
- Љубомир Симовић, писац
- Милутин Ускоковић, писац
- Миодраг Борисављевић, писац
- Стив Тешич, сценариста
- Слободан Пенезић Крцун, учесник Народноослободилачке борбе, друштвено-политички радник СФРЈ и СР Србије и народни херој Југославије
- Александар Бакочевић, друштвено-политички радник Социјалистичке Републике Србије и Републике Србије. Налазио се на функцијама председника Скупштине града Београда и председника Скупштине Републике Србије.
- Вељко М. Мијушковић, универзитетски професор
- Оливер Мандић, певач и композитор
- Слободан Мулина, народни певач
- Митар Тарабић, пророк Креманског пророчанства
- Филип Касалица, фудбалер и центарфор Црвене звезде
- Милован Ђорић, бивши југословенски фудбалер и тренер
- Србољуб Стаменковић, бивши југословенски и српски фудбалер
- Оливера Јевтић, српска атлетичарка, освајач бронзане медаље на европском првенству у маратону
- Оливер Јездић, бивши клавијатуриста популарне музичке рок групе Галија
- Андрија Златић, српски стрелац и освајач бронзане медаље на Олимпијским играма 2012.
- Немања Видић, бивши репрезентативац Србије и фудбалер Манчестер јунајтеда, освајач Лиге шампиона
- Тијана Малешевић, репрезентативка Србије у одбојци, светска и европска шампионка, освајач сребрне медаље на Олимпијским играма 2016.
- Маја Алексић, репрезентативка Србије у одбојци, светска и европска шампионка, освајач бронзане медаље на Олимпијским играма 2020.
- Слађана Мирковић, репрезентативка Србије у одбојци, европска шампионка, освајач бронзане медаље на Олимпијским играма 2020.
- Наташа Мићић, политичар, бивша председница Народне скупштине Србије
- Драгољуб Ојданић, начелник Генералштаба Војске Југославије током 2000. године
- Љубиша Диковић, начелник Генералштаба Војске Србије (2011-2018)
- Драгица Јевтовић, прва жена начелник Полицијске управе у историји српске полиције (2010—2016)
- Никола Љубичић, начелник Савезног секретаријата за народну одбрану СФРЈ 1967—1982. године; председник председништва СР Србије 1982—1984. године

## Галерија
- Хотел Златибор
- данашњи изглед цркве Св. Ђорђа
- Панорама Ужица
- Градска плажа
- Велика брана у кањону реке Ђетиње
- Центар града
- Црква светог Ђорђа
- Пецање у кањону Ђетиње
- Ужичка тврђава
- Градски стадион Ужице